# ذي لسم (المخادر)

تعديل مصدري - تعديل

ذي لسم محلة تابعة لقرية الافواخ، التابعة لعزلة الشرف بمديرية المخادر إحدى مديريات محافظة إب في الجمهورية اليمنية، بلغ تعداد سكانها 62 حسب تعداد اليمن لعام 2004.